# Hvidt støbejern
Hvidt støbejern er en af de former for støbejern, der er meget hårdt. Hvidt støbejerns struktur består af meget cementit (Fe3C), og lidt perlit, som er lameller af cementit og ferrit, som er krystalliseret jern med formen alfa. Ved højere temperaturer forekommer der også austenit i jernet, som er krystalliseret jern med formen gamma. Austenit omdannes ved lavere temperaturer til cementit og perlit. Det er cementiten i jernet, der gør, at hvidt støbejern er meget hårdt. Hvidt støbejern er desuden meget skørt, hvilket gør, at det næsten ikke er muligt at svejse og skære i. Hvidt støbejerns brudflader er metalhvide, hvoraf navnet er kommet. Der forekommer næsten ikke noget silicium. Hvidt støbejern bruges hovedsageligt til fremstilling af støbejernet aducérgods, men det bruges også til ting, der bliver udsat for slid.